# Vathy
Vathy, alternativt Vathí ofta kallad Samos, på grekiska Βαθύ, är den grekiska ön Samos huvudstad sedan 1830-talet, då den övertog titeln från stadens chora. Staden är den största på ön, med ungefär 6 000 invånare. Staden har även öns största hamn. Den är indelad i två delar; Kato-Vathy och Ano-Vathy, "låga staden" och "höga staden".